# Tragedia uczniów ze Steglitz

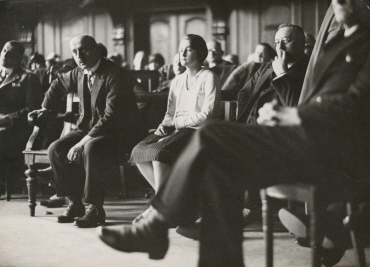
Hildegard Scheller podczas procesu

Mianem „Tragedii uczniów ze Steglitz“ (niem. Steglitzer Schülertragödie) określa się zajście, do którego doszło 28 czerwca 1927 roku w dzielnicy Berlina Steglitz.
Licealiści Paul Krantz i Günther Scheller pod wpływem alkoholu zawarli w domku letniskowym swoich rodziców w Mahlow pod Berlinem pakt o samobójstwie. Scheller miał zastrzelić swojego przyjaciela Hansa Stephana. Krantz miał następnie zabić Günthera Schellera, jego siostrę Hildegard i w końcu siebie samego.
Przyczyn należy z jednej strony upatrywać w intymnej relacji Hildegard Scheller z Paulem Krantzem i Hansem Stephanem, z drugiej zaś w nieszczęśliwej miłości Günthera Schellera do Hansa Stephana.
Günther Scheller wykonał swoją część umowy, strzelając do Hansa Stephana w domu swoich rodziców przy ulicy Albrechtstraße 72 C w Berlinie. Wkrótce potem popełnił jednak samobójstwo, strzelając sobie w głowę. Paul Krantz nie wykonał zaplanowanego zadania. Oskarżono go jednak o złamanie przepisów dotyczących posiadania broni i zbiorowe morderstwo. Sąd przysięgłych dzielnicy Berlin-Moabit skazał go 20 lutego 1928 za nielegalne posiadanie broni na trzy tygodnie więzienia i oczyścił z drugiego zarzutu.
Tragedia uczniów ze Steglitz wywołała sensację zarówno w niemieckiej, jak i międzynarodowej prasie. Wywołała też żarliwie dyskusje na temat rzekomego moralnego upadku młodzieży w Republice Weimarskiej.
Paul Krantz opisał część wydarzeń w swojej książce „Die Mietskaserne“ („Kamienica”), wydanej w 1931 roku pod pseudonimem Ernst Erich Noth, będącym jego późniejszym rzeczywistym nazwiskiem. Jest to opierający się w przeważającej części na wątkach autobiograficznych obraz życia młodzieży w berlińskiej kamienicy okresu Republiki Weimarskiej. Na podstawie skróconego, drugiego wydania z 1932 r. książkę uznano za niepoprawną politycznie i wpisano na listę książek zakazanych. Dopiero w 1982 roku, krótko przed śmiercią Krantza, ukazało się jej wznowienie.
Na podstawie wydarzeń w Steglitz nakręcono w 2003 roku film „Was nützt die Liebe in Gedanken“ („Miłość w myślach”). Pod tym samym tytułem ukazała się też powieść Arno Meyera zu Küingdorfa. Wcześniej wątek ten poruszyły dwa inne filmy zatytułowane „Geschminkte Jugend” („Uszminkowana młodzież”), nakręcone przez Carla Boese w roku 1929 i Maxa Nossecka w 1960 r.